# 16 Tales
16 Tales es una serie de videojuegos educativos desarrollados por The Lightspan Partnership a partir de 1996. Cada juego consta de cuatro programas de video de 15 minutos que detallan historias y tradiciones de varias culturas.